# Goldocrack à la conquête de l'Atlantide
Pour plus de détails, voir Fiche technique et Distribution.
Goldocrack à la conquête de l'Atlantide (titre original : Il conquistatore di Atlantide) est un péplum italien d'Alfonso Brescia sorti en 1965. 

## Synopsis
Après le naufrage de son navire, Héraclès est recueilli par Virna, une princesse du désert. Au cours de ses aventures parmi les Bédouins, Héraclès et Virna sont confrontés aux attaques de mystérieux hommes de métal, qui finissent par réussir à enlever Virna. Parti à la recherche de la reine, Héraclès s'aventure dans un lieu maudit, la « montagne des morts ». En suivant la piste des ravisseurs, il découvre le royaume de l'Atlantide, dirigé par le machiavélique prêtre Ramir. Celui-ci, créateur des guerriers de métal et chef d'une armée d'Amazones, veut faire de Virna la nouvelle reine de l'Atlantide, et décide d'éliminer Héraclès.

## Fiche technique
- Titre original : Il conquistatore di Atlantide
- Mise en scène :
- Scénario : Alfonso Brescia, Franco Cobianchi
- Images : Fausto Rossi
- Durée : 93 min
- Assistant réalisateur : Filiberto Fiaschi
- Producteur :
- Sociétés de production : P.C.A. Production (Rome), Copro Film (Le Caire), Doina Cine
- Musique : Ugo Filippini
- Décors : Mario Giorsi
- Costumes : Mario Giorsi
- Pays d’origine :  Italie,  Égypte
- Montage : Nella Nannuzzi
- Sortie :  Italie 1er avril 1965
- Distributeur en France :
- Version Française:
- Dialogues Français:
- Directeur Artistique:
- Procédé de tournage : Technicolor, Techniscope
- Son : Mono.
- Format : 35 mm
- Studio : Copro Film.
- Genre : Péplum

## Distribution
- Kirk Morris : Héraclès
- Luciana Gilli : Virna
- Piero Lulli : Ramir
- Hélène Chanel : la reine Ming
- Andrea Scotti : Karr
- Mahmoud El-Sabbaa : Assur
- Fortunato Arena : le « fantôme doré »

## Production
Le titre pour l'exploitation du film en France en 1975, soit quinze années après sa réalisation est un détournement opportuniste du personnage de dessin animé Goldorak, à une période où la série animée japonaise était à la mode. Le titre n'a aucun rapport avec l'histoire, puisqu'aucun personnage ne porte un tel nom dans le film (le héros est Hercule).
Le sujet du film est proche de celui d’Hercule à la conquête de l'Atlantide,  péplum italien de Vittorio Cottafavi sorti quelques années plus tôt.